# 106
Вижте пояснителната страница за други значения на 106.
106 (сто и шеста) година по юлианския календар е невисокосна година, започваща в четвъртък. Това е 106-а година от новата ера, 106-а година от първото хилядолетие, 6-а година от 2 век, 6-а година от 1-вото десетилетие на 2 век, 7-а година от 100-те години. В Рим е наричана Година на консулството на Комод и Цивика (или по-рядко – 859 Ab urbe condita, „859-а година от основаването на града“).

## Събития
- Консули в Рим са Луций Цейоний Комод и Секст Цивика Цериал.